# Martina Codecasa
 (juin 2025).
Si vous disposez d'ouvrages ou d'articles de référence ou si vous connaissez des sites web de qualité traitant du thème abordé ici, merci de compléter l'article en donnant les références utiles à sa vérifiabilité et en les liant à la section « Notes et références ».
Martina Codecasa, née le 22 juillet 1987 à Milan dans la région de la Lombardie en Italie, est une actrice et mannequin italienne.

## Biographie
Fille de la journaliste de mode italienne Marina Codecasa Cavallo, Martina Codecasa naît à Milan en 1987. De 2000 à 2004, elle travaille comme mannequin pour les quotidiens et magazines Specchio della Stampa, Donna, Io Donna et D - la Repubblica delle donne. Elle fréquente ensuite le Centro sperimentale di cinematografia à Rome et le Lee Strasberg Theatre and Film Institute à New York puis suit les cours de l’Actor’s Center de Michael Margotta de 2007 à 2008.
Elle débute au cinéma en 2009 dans le film Miss Julie de Margotta, une adaptation de la pièce de théâtre Mademoiselle Julie du dramaturge suédois August Strindberg. Elle prend ensuite part au drame milanais Amore (Io sono l'amore) de Luca Guadagnino.
En 2010, elle tient l’un des principaux rôles du drame sentimentale Sul mare d’Alessandro D'Alatri. L’année suivante, elle joue dans le film lauréat du grand prix du jury de la Mostra de Venise, le drame Terraferma d'Emanuele Crialese. Elle tourne ensuite pour Marco Risi dans un autre drame, Tre tocchi, en 2014.

## Filmographie

### Au cinéma

#### Longs métrages
- 2009 : Miss Julie de Michael Margotta
- 2009 : Amore (Io sono l'amore) de Luca Guadagnino
- 2010 : Sul mare d'Alessandro D'Alatri
- 2011 : Terraferma d'Emanuele Crialese
- 2014 : Tre tocchi de Marco Risi

#### Courts métrages
- 2009 : Avevamo vent'anni d'Ivan Silvestrini
- 2010 : The Other Side of My Sleep de Raffaello Degruttola
- 2015 : Giro di giostra de Massimiliano Davoli